# Грибоварение
Грибоваре́ние — процесс переработки свежесобранных грибов путём их варки. Альтернативные способы переработки грибов — сушка и засолка.

## Описание
Срок хранения свежих грибов составляет не более суток, поэтому грибоварение как один из способов обеспечения продолжительного хранения грибов известен с давних времён. У каждой семьи, осуществляющей заготовку грибов уже не один год, сложился свой фирменный, «семейный» рецепт грибоварения. В то же время, при промышленных заготовках процесс грибоварения является более консервативным и применяется ещё с XVIII-XIX веков, когда российские купцы возили в Европу бочки с солёными рыжиками, ценившиеся не меньше, чем хорошее шампанское.
В наше время при промышленных заготовках свежесобранные грибы сразу после приёмки у населения отвозятся на грибоварни, где подвергаются первичной переработке.

## Подготовка к варке
Перед варкой грибы очищают от грязи и сора, обрезают ножки и тщательно промывают водой. Затем грибы сортируют по типу: белые грибы, опята, маслята, подосиновики и т. д. Отсортированные грибы отваривают в грибоварочных котлах.

## Процесс варки
Отваривание производят в специальной подсоленной воде. При отваривании белых грибов также добавляют лимонную кислоту. В закипевшую воду опускают приготовленные грибы и медленно перемешивают. После повторного закипания грибы варят около 5 минут и вываливают из котла в приготовленные ёмкости с отверстиями для слива воды. Затем грибы либо промывают в холодной воде, либо просто остужают на воздухе.

## Приготовление тузлука
Тузлу́к (от тюрк. «рассол») используется для хранения грибов после их варки. Для разных сортов грибов он отличается процентным соотношением воды, соли, уксусной эссенции и лимонной кислоты. Приготовленный солёный раствор для тузлука доводят до кипения, затем добавляют остальные ингредиенты и остужают.

## Хранение
Приготовленный и остуженный тузлук заливают в бочки с полиэтиленовыми вкладышами, предназначенные для хранения грибов. После чего загружают сваренные грибы и доливают тузлук так, чтобы при завязывании полиэтиленовых мешков не оставалось воздуха, а грибы находились полностью в растворе.
Упакованные бочки хранят в тёмном прохладном помещении. В первые две недели обязательна проверка грибов на выявление признаков порчи, что видно по помутневшему раствору, появившейся плесени или пены. Приготовленные и упакованные данным способом грибы можно без опасений хранить до полугода, не забывая проверять их состояние каждый месяц.